# Wittem
Wittem je naselje v nizozemskem mestu Gulpen, v provinci Limburg. 1. januarja 2005 je to mesto imelo 770 prebivalcev. Wittem je bila ločena občina do leta 1999, ko se je združila z Gulpenom. 